# فولكر دايفيد كيرشنر
فولكر دايفيد كيرشنر (بالألمانية: Volker David Kirchner)‏ (و. 1942  م) هو ملحن ألماني، ولد في ماينتس، يستخدم آلات كمان متوسط.

## التعليم
تعلم في معهد دتمولد للموسيقى ‏، وتعلم في معهد كولونيا للموسيقى والرقص ‏.

## روابط خارجية
- فولكر دايفيد كيرشنر على موقع مونزينجر (الألمانية)
- فولكر دايفيد كيرشنر على موقع ميوزك برينز (الإنجليزية)
- فولكر دايفيد كيرشنر على موقع ديسكوغز (الإنجليزية)